# 王文保
王文保（1968年3月—），山西长治人，中华人民共和国官员，山西省政府国有资产监督管理委员会主任

## 生平
1990年7月参加工作。历任山西省政府办公厅秘书四处助理调研员、秘书五处副处长，省政府办公厅秘书五处副处长兼山西省引黄入晋工程领导组办公室副主任。
2008年7月，任山西省旅游局副局长、党组成员。2016年11月，任山西省人民政府副秘书长。
2017年7月，任山西省文化旅游投资集团有限公司董事长、党委书记。2018年2月24日，当选为第十三届全国人大代表。
2023年1月，任山西省政府国有资产监督管理委员会主任。